# Shirime

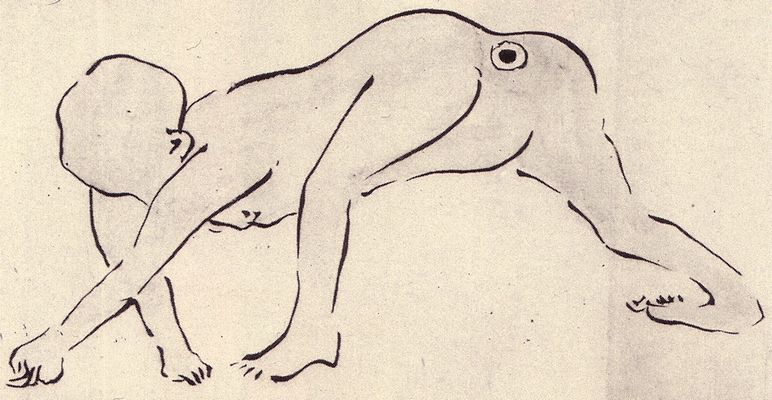
Shirime disegnata da Yosa Buson.

Shirime (giapponese :尻目, lett. "occhio delle natiche") è uno yōkai con un occhio al posto dell'ano.

## Storia
Molto tempo fa, un samurai stava camminando di notte lungo la strada per Kyōto, quando sentì qualcuno che lo chiamava ad aspettare. "Chi è là?!" chiese nervosamente, solo per voltarsi e trovare un uomo che si spogliava e puntava le natiche nude verso il viaggiatore sbalordito. Un enorme occhio scintillante si aprì quindi dove avrebbe dovuto esserci l'ano dello strano uomo.
Questa creatura piacque così tanto al poeta e artista haiku Buson, che la incluse in molti dei suoi dipinti yōkai.
Anche se Shirime sembra avere un aspetto davvero sorprendente, non significa che possa fare del male alle persone. La sua gioia deriva dallo spaventare le persone.

## Nella cultura popolare
Il 1 aprile 2023 è stato pubblicato un gioco per PC Shirime: The Curse of Butt-Eye, basato su questa leggenda e con protagonista Shirime.